# Svenska mästerskapen i fälttävlan 1969
Svenska mästerskapen i fälttävlan 1969 avgjordes i Vetlanda . Tävlingen var den 19:e upplagan av Svenska mästerskapen i fälttävlan.

## Resultat
| Placering | Ryttare           | Häst     |
| --------- | ----------------- | -------- |
| 1         | Jan Jönsson       | Sarajevo |
| 2         | Ragnar Gustafsson | Ytter    |
| 3         | Sven-Åke Lindberg | Beiram   |